# Il giardino di gesso (dramma)
Il giardino di gesso (The Chalk Garden) è un'opera teatrale della drammaturga britannica Enid Bagnold, portata all'esordio a Broadway nel 1955.

## Trama
Mrs. St. Maugham si prende cura della nipote sedicenne Laurel nella sua grande villa di campagna nel Sussex, da cui assiste impotente ai numerosi piccoli episodi di piromania causati dall'adolescente. La St. Maugham cerca una governante che possa tenere a freno Laurel, ma la giovane riesce a scoraggiare chiunque provi ad ottenere il posto, finché un giorno non arriva Miss Madrigal, una governante dai modi decisi e dal passato misterioso che vuole il lavoro perché sostiene di vedere in Laurel se stessa da giovane.
Miss Madrigal, grazie anche alle spiegazioni del maggiordomo Maitland, capisce che i traumi psicologici di Laurel sono legati al fatto che la madre della ragazza ha abbandonato il padre per un altro uomo e che il padre è poi morto in tristi circostanze. Inoltre, la fragile condizione psicologica di Laurel è aggravata dal fatto che la nonna si rifiuta di farle vedere la madre, come invece la giovane vorrebbe. Per aiutare l'adolescente Miss Madrigal racconta a Laurel e a Mrs St. Maugham la sua storia, di come un tempo fosse una ragazza proprio come Laurel e che poi avesse ucciso la sorellastra, trascorrendo così i successivi quindici anni in prigione.
Grazie alla storia di Miss Madrigal, Mrs St. Maugham decide di lasciare che Laurel lasci l'ambiente nocivo di casa sua e si ricongiunga con la madre. Laurel inoltre si accorge del sacrificio si Madrigal, che perde il lavoro affinché lei possa tornare dalla madre, e, sentendosi amata e capita per la prima volta, comincia a migliorare.

## Rappresentazioni e adattamenti

### Il dramma a teatro
The Chalk Garden debuttò all'Ethel Barrymore Theatre di Broadway il 26 ottobre 1955, con la regia di Albert Marre e costumi e scenografie di Cecil Beaton. Gladys Cooper interpretava Mrs. St. Maugham, mentre Siobhán McKenna era Miss Madrigal, Fritz Weaver il maggiordomo Maitland e Marian Seldes la domestica Olivia. Il dramma ottenne un buon successo di critica e pubblico, restando in cartellone per 186 rappresentazioni e ottenendo cinque candidature ai Tony Award, tra cui alla migliore opera teatrale.
La primavera successiva Il giardino di gesso fece il suo debutto sulle scene londinesi, in cartellone al Theatre Royal Haymarket con la regia di John Gielgud dopo una settimana di rodaggio a Brighton. Edith Evans interpretava Mrs St. Maugham, mentre Peggy Ashcroft era Miss Madrigal.
Da allora il dramma è stato messo in scena regolarmente nel mondo anglosassone, anche perché i ruoli principali di Mrs. St. Maugham e Miss Madrigal hanno spesso attirato grandi interpreti d'eccezione, tra cui Irene Worth e Constance Cummings (New York, 1982) e Penelope Wilton e Margaret Tyzack (Londra, 2008).

### Adattamento cinematografico
Nel 1964 Ronald Neame diresse l'omonimo adattamento cinematografico della pièce, interpretato da Deborah Kerr, Hayley Mills, John Mills ed Edith Evans nel ruolo già interpretato nel West End londinese; per la sua interpretazione, Dame Edith ottenne una nomination all'Oscar alla miglior attrice non protagonista.